# Liste der Einträge im National Register of Historic Places im Lincoln County (Nevada)
Diese Liste der Einträge im National Register of Historic Places im Lincoln County (Nevada) enthält alle in Lincoln County, Nevada in das National Register of Historic Places eingetragenen Gebäude, Bauwerke, Objekte, Stätten oder historischen Distrikte.
Diese Liste entspricht dem Bearbeitungsstand des National Park Service/National Register of Historic Places vom 25. Oktober 2024.

## Legende
| NRHP | Historic Place             |
| HD   | National Historic District |

## Aktuelle Einträge
| [ 2 ] | Name                                       | Bild                                       | Eintragsdatum                 | Lage                                                                                         | Ort      | Beschreibung |
| ----- | ------------------------------------------ | ------------------------------------------ | ----------------------------- | -------------------------------------------------------------------------------------------- | -------- | ------------ |
| 1     | 1938 Lincoln County Courthouse             | 1938 Lincoln County Courthouse             | 25. Juli 2002 ID-Nr. 02000820 | 1 Main St. 37° 56′ 13″ N, 114° 27′ 2″ W                                                      | Pioche   |              |
| 2     | Black Canyon Petroglyphs                   | Black Canyon Petroglyphs                   | 27. Mai 1975 ID-Nr. 75001113  | im Pahranagat National Wildlife Refuge                                                       | Alamo    |              |
| 3     | Bristol Wells Town Site                    | Bristol Wells Town Site                    | 24. März 1972 ID-Nr. 72000765 | nördlich von Pioche, in der Nähe der U.S. Route 93 38° 6′ 22″ N, 114° 41′ 42″ W              | Pioche   |              |
| 4     | Brown's Hall-Thompson's Opera House        |                                            | 16. Aug. 1984 ID-Nr. 84002074 | N. Main St. 37° 55′ 48″ N, 114° 27′ 2″ W                                                     | Pioche   |              |
| 5     | Caliente Railroad Depot                    | weitere Bilder                             | 5. März 1974 ID-Nr. 74001146  | 100 Depot Ave. 37° 36′ 45″ N, 114° 30′ 51″ W                                                 | Caliente |              |
| 6     | Gem Theater                                | Gem Theater                                | 7. Feb. 2024 ID-Nr. 100009942 | 648 Main Street 37° 55′ 48,4″ N, 114° 27′ 4,7″ W                                             | Pioche   |              |
| 7     | Lincoln County Courthouse                  | Lincoln County Courthouse                  | 23. Feb. 1978 ID-Nr. 78001724 | Lacour Street 37° 55′ 54″ N, 114° 27′ 7″ W                                                   | Pioche   |              |
| 8     | Panaca Summit Archeological District       |                                            | 19. März 1990 ID-Nr. 90000362 | Adresse nicht veröffentlicht                                                                 | Panaca   |              |
| 9     | Pioche Firehouse                           |                                            | 5. Feb. 2018 ID-Nr. 100002070 | Lots 3 und 32, Block 1 von Pioche, nördlich der Main Street 37° 55′ 47,4″ N, 114° 27′ 5,9″ W | Pioche   |              |
| 10    | Smith Hotel-Cornelius Hotel                |                                            | 10. Juni 2008 ID-Nr. 08000510 | 100 Spring Street 37° 37′ 5″ N, 114° 30′ 59″ W                                               | Caliente |              |
| 11    | White River Narrows Archeological District | White River Narrows Archeological District | 1. Aug. 1978 ID-Nr. 78001723  | in der Weepah Spring Wilderness                                                              | Hiko     |              |